# Décomposition du prix global et forfaitaire
La décomposition du prix global et forfaitaire (DPGF) est un document détaillant le montant d'un acte d'engagement dans le domaine du bâtiment et des travaux publics.

## Présentation
En France, la DPGF est une pièce administrative essentielle dans les marchés publics,.
C'est une pièce généralement rédigée par la maîtrise d'œuvre et fait partie, au même titre que le CCTP, des documents constitutif du DCE.
Elle se distingue du bordereau de prix unitaire (BPU) et du détail quantitatif estimatif (DQE) par le caractère global et agrégé des prix. Dans le cas d'un BPU, tous les prix unitaires figurent et l'entreprise doit valoriser la liste des prix. Le DQE permet de définir les quantités estimées. Le prix unitaire * les quantités estimées = l'offre prix d'une entreprise.
La DPGF est souvent associée au domaine des études et de l'économie de la construction (EEC). Par exemple, une opération de travaux peut être décrite dans la DPGF comme « aménagement d'un hall d'immeuble ». Cette opération sera décrite par un détail des prix qui reprend les différents articles du cahier des clauses techniques particulières (CCTP), par exemple « installation de chantier », « remise à niveau des sols », « décapage du plafond », etc.